# 지식
지식(知識)은 교육, 학습, 숙련 등을 통해 사람이 재활용할 수 있는 정보와 기술 등을 포괄하는 의미이다. 이외에도 많은 의미를 내포하는 광범위한 용어이다. 최근에는 한 사람뿐아니라 집단의 사람이 재활용할 수 있는 정보와 기술도 지식이라고 부른다. 학식(學識)이라고도 한다.
넓은 뜻으로는 어떤 사물(事物)에 관하여 명료한 의식을 지니는 것으로서 알고 있는 내용, 알려진 사물의 뜻이 되기도 하며, 사물에 관한 개개의 단편적인 사실적·경험적 인식의 뜻이다. 좁은 의미, 즉 엄밀한 의미로는 주관적으로나 객관적으로나 확실한 의식을 지식이라고 한다. 이 경우에는 사물의 성질, 다른 것과의 관계 등에 관하여 참된 판단을 지닌다는 것을 말한다. 지식은 억설이나 상상과는 달리 보편 타당성을 필요로 한다. 그리고 거기에는 사고(思考)의 작용이 곁들인다.
지식에 대해 연구하는 철학의 분야를 인식론이라 한다.

## 사전적 정의
국립국어원의 표준대사전에는 다음을 이르는 말이라고 설명되어 있다.
1. 어떤 대상에 대하여 배우거나 실천을 통하여 알게 된 명확한 인식이나 이해.
2. 알고 있는 내용이나 사물.

## 지식 정의의 역사
| “ | 소피스트들처럼 임의적인 생각으로 사실의 근거를 알았다고 생각한다면 우리는 과학과는 거리가 먼 지식을 갖고 있는 것이다. 그러한 방식은 심지어 사실 자체를 그르게 인식하게 한다. 과학적 지식이란 주어진 조건에서 명료한 진실을 알게 될 때까지 숙고하여 증거를 찾아 참과 거짓을 가려내는 것이다. 그 결과 우리는 비과학적인 지식을 배제한 올바른 지식을 구축할 수 있다. | ” |
|   | — 아리스토텔레스, 《분석론 후서》 (1권 2부) |   |

지식에 대한 정의는 철학자들의 오랜 논쟁거리였다. 플라톤은 어떠한 사물이나 사건이 진실이고 누군가가 그것을 정당하다고 믿는다면, 그는 그 사물 또는 사건을 안다고 할 수 있다고 정의하였다. 또한 아리스토텔레스는 지식을 이론적 지식, 실천적 지식, 생산적 지식으로 분류했다.
이러한 정의는 오랫동안 사용되어 왔으나 게티어 문제에 의해 난관에 봉착했다. 논리적으로 위 세 조건을 만족시킨다고 하더라도 안다고 할 수 없는 사례를 지적한 것이다. 현대 철학에서는 이러한 난관을 해결하기 위해 지식의 정의에 대한 추가적인 조건이 제안되었다. 로버트 노직은 '진실의 트랙'을 제안하였고, 사이먼 블랙번은 '증거부족에 의한 취약점과 논리의 허점 및 거짓을 배제'하는 조건을 추가로 제시하였다. 리처드 커크햄은 진실과 믿음 사이에 논리적 증거가 보장되어야 한다는 조건을 추가하였다.
비트겐쉬타인은 지식의 정의에 대해 앞의 현대 철학자들과는 다른 주장을 내놓았다. 그는 자신을 부정하는 문장에 대한 패러독스인 무어의 패러독스에 대해 분석하면서 "그는 그렇게 믿었지만 그렇지 않았다"나 "그는 그렇게 알았지만 그렇지 않았다."와 같은 문장을 제시하였다. 비트겐쉬타인은 이러한 문장이 정신적 상태에 명확히 들어맞지는 않지만 신념에 대해 말하는 방식에는 부합한다고 논하였다. 예를 들자면 어떤 사람이 지루해 한다는 것을 아는 것은 그의 마음을 알기 때문이 아니라 특정한 상황에서 그가 지루해 하는 것을 알기 때문이라는 것이다. 비트겐쉬타인은 자연 언어에서 사용되는 "지식"이라는 말을 정의하는 데 많은 난점이 있음을 예를 들어 밝혀 놓았다. 그의 표현에 따르면 "지식"이란 단어는 가족 유사성 </ref>을 지니고 있다.

## 종류
물리학자이자 철학자인 마이클 폴라니는 자신의 저서《개인적 지식》에서 지식을 명시적 지식(explicit knowledge)과 암묵적 지식(tacit knowledge)로 나눴다. 지식을 종류를 이야기 할 때, 흔히 폴라니의 구분을 사용한다.

## 신뢰할 수 있는 지식
모리스 R 코헨과 어니스트 네이걸이 1934년에 공동 출간한 《논리와 과학적 방법 개론》에 따르면 진실의 추구는 굳건한 논리적 이해를 수반하여야 한다. 이 책에서 그들은 의심할 여지가 없는 확고한 신념, 즉 신뢰할 수 있는 지식은 다음과 같은 방법으로 나뉠 수 있다.
- 권위에 의한 방법
- 직관에 의한 방법
- 경험적 연구에 의한 방법:
  - 변치 않는 관계의 형태
  - 일반적인 경험에 의한 방법
  - 동의에 의한 방법
  - 차별화에 의한 방법
  - 동의와 차별화의 조합에 의한 방법
  - 변화를 수반하는 방법
  - 자연의 일관성에 대한 학설
  - 다수의 원인

이 책은 "과학적 방법은 사물의 유동성을 통제하고 확고한 신념을 수립하기 위해 인간이 고안한 최상의 기술"이라 결론짓고 있다.
과학적 방법은 어떠한 것인가에 대해 1961년 3월에 발간된 《미국 생물학 교사 협회보》에서 케네스 B.M. 크룩스 박사는 〈과학적 방법의 교수법에 대한 제안〉에서 다음과 같이 제안한다.
1. 호기심
2. 문제의 발견
3. 증거의 수집
4. 필요한 속성
5. 모든 증거에 대한 검증
6. 가설의 수립
7. 가설의 검증
8. 결론 도출
9. 판단의 보류
10. 연역적 추론

## 불완전한, 부분적인 지식
인식론의 한 분야는 부분적 지식에 초점을 맞추고 있다. 대부분의 경우에, 완벽히 정보 도메인을 이해하는 것은 불가능하며 우리의 지식은 항상 불완전하거나 부분적이다. 대부분의 실질적인 문제들은 문제 상황과 문제 데이터의 부분적인 이해를 활용하여 해결해야 한다. 일반적으로 학교에서 모든 데이터가 제공되고, 공식으로 풀 수 있는 수학문제와 달리 완전한 이해가 불가능하다.

## 기술 정보와 기술 지식
기술 정보는 필요에 맞게 가공되지 않은 것이고 기술 지식은 필요에 맞게 가공된 것이다. 불특정 다수의 정보를 선택하고 조합하여 주어진 문제의 시간과 공간에 적합한 해결책으로 활용이 가능할 때 비로소 지식이라 한다.

## 같이 보기
- 앎
- 이해
- 인식
- 지능
- 지혜
- 지식인
- 명시적 지식 (explicit knowledge)
- 암묵적 지식 (tacit knowledge)
- 논리
- 서술적 지식 (Descriptive knowledge)
- 감각적 지식(observational knowledge)
- 직관 (Intuition)
- 개념
- 관념
- 메타 지식
- 철학
- 지식 공학 (knowledge engineering)